# Schiavi di Abruzzo
Pour les articles homonymes, voir Abruzzo.
Schiavi di Abruzzo est une commune de la province de Chieti dans la région Abruzzes en Italie.

## Histoire
Dans la vallée se trouvent les restes de deux temples qui remontent à la période de l'Antiquité classique, depuis environ le IIIe siècle av. J.-C. jusqu'au développement maximum de l'Empire romain. Ils sont connus sous le nom de « temples italiques », en référence aux populations italiques dont faisaient également partie les Samnites. Les fouilles archéologiques des temples ont été menées par le service du patrimoine archéologique de la région des Abruzzes.
- Sanctuaire italique de Schiavi di Abruzzo

## Administration
| Période                                  | Période  | Identité            | Étiquette         | Qualité |
| ---------------------------------------- | -------- | ------------------- | ----------------- | ------- |
| 14 juin 2004                             | 2009     | Piero Paolo Sciarra |                   |         |
| 8 juillet 2009                           | En cours | Luciano Piluso      | Uniti per Schiavi |         |
| Les données manquantes sont à compléter. |          |                     |                   |         |

### Hameaux
Badia, Canali di Taverna, Cannavinasalce, Casali, Cupello, Salce, San Martino, San Martino Superiore, Taverna, Valli, Valloni 

### Communes limitrophes
Agnone (IS), Belmonte del Sannio (IS), Castelguidone, Castiglione Messer Marino, Poggio Sannita (IS), Salcito (CB), Trivento (CB)